# Lesley Ashburner
Lesley Ashburner (Filadèlfia, Pennsilvània, 21 d'octubre de 1883 – Bethesda, Maryland, 12 de novembre de 1950) va ser un atleta estatunidenc que va competir a principis del segle xx.
El 1904 va prendre part en els Jocs Olímpics de Saint Louis, on guanyà una medalla de bronze en la prova de les 110 metres tanques del programa d'atletisme, en quedar rere Frederick Schule i Thaddeus Shideler. Ashburner es graduà a la Universitat Cornell el 1906.